# فرودگاه کوسنل
 فرودگاه کوسنل (به انگلیسی: Quesnel Airport) یک فرودگاه همگانی باربری با کد یاتا YQZ است که یک باند فرود آسفالت دارد و طول باند آن ۱٬۶۷۷ متر است. این فرودگاه در کشور کانادا قرار دارد و در ارتفاع ۵۴۵ متری از سطح دریا واقع شده است.

## شرکت‌های هواپیمایی و مقصدهای پروازی
| شرکت‌های هواپیمایی    | مقصدهای پروازی |
| -------------------- | -------------- |
| Carson Air           | ونکوور         |
| Central Mountain Air | ونکوور         |